# Saint-Jean-de-Verges
Saint-Jean-de-Verges (okzitanisch Sent Joan de Verges) ist eine südfranzösische Gemeinde mit 1288 Einwohnern (Stand: 1. Januar 2022) im Département Ariège in der Region Okzitanien; sie gehört zum Arrondissement Foix und ist Mitglied im Gemeindeverband L’Agglo Foix-Varilhes. Die Einwohner werden Saint-Jeantains und Saint-Jeantaines genannt.

## Geografie

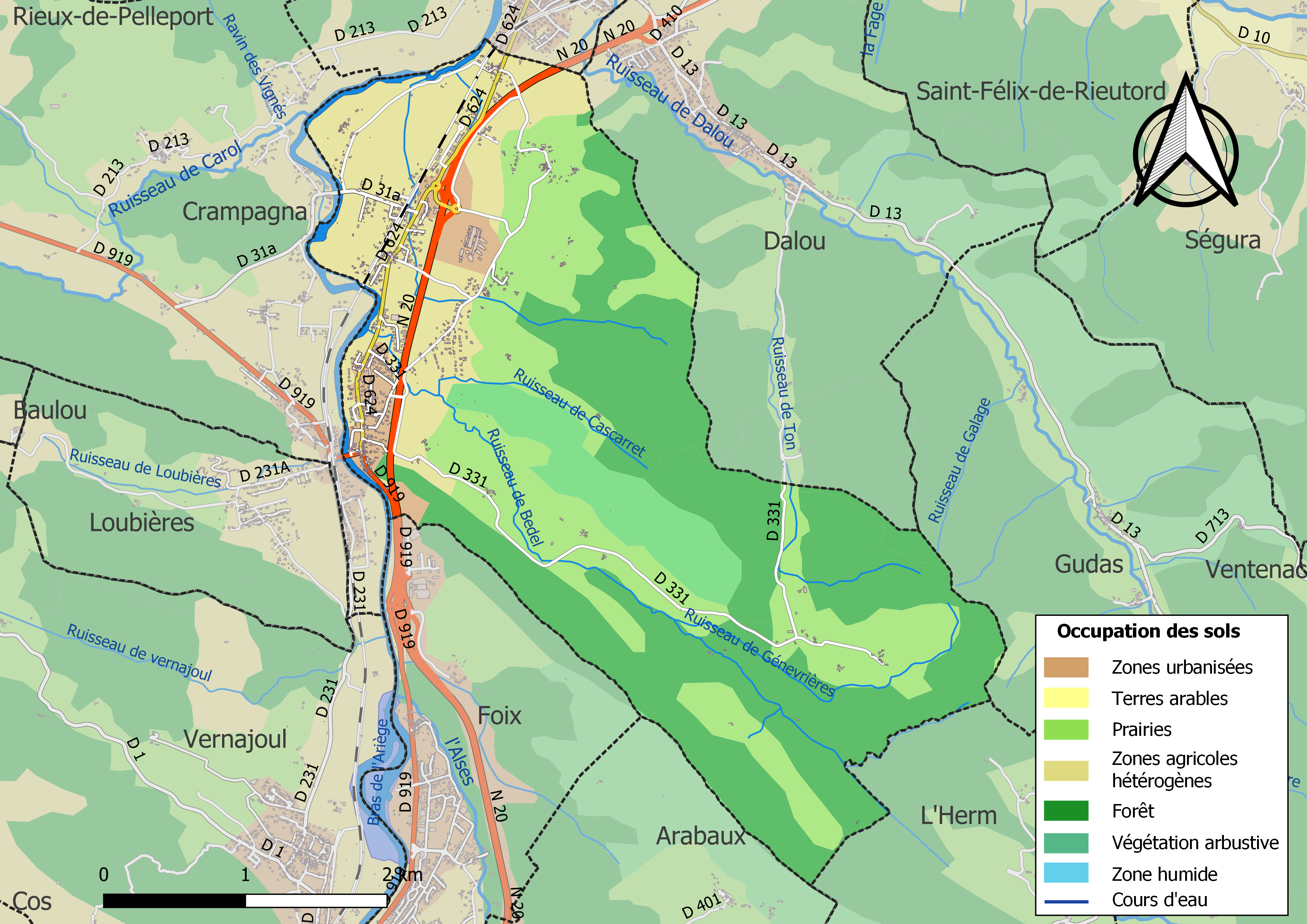
Bodennutzung, Hydrografie und Infrastruktur der Gemeinde

Die Gemeinde ist historisch und kulturell Teil des Pays de Foix und liegt etwa sechs Kilometer nördlich von Foix sowie etwa 67 Kilometer südsüdöstlich von Toulouse am rechten Ufer der Ariège. Das Gemeindegebiet wird im Süden durch den Kamm einer Hügelkette zur Nachbargemeinde Arabaux begrenzt, deren höchster Punkt der Gemeinde der Quière de Bernadou (709 m) bildet. Saint-Jean-de-Verges befindet sich im Einzugsgebiet der Garonne und wird außer von der Ariège vom Ruisseau de Carol, vom Ruisseau de Bedel, vom Ruisseau de Cascarret, vom Ruisseau de Génevrières, vom Ruisseau de Loubières, vom Ruisseau de Ton und von verschiedenen kleineren Bächen entwässert. Das Gemeindegebiet ist Teil des Natura 2000-Schutzgebiets „Garonne, Ariège, Hers, Salat, Pique et Neste“, das hauptsächlich der Fischwanderung gewidmet ist, dem Natura-2000-Schutzgebiet „pechs de Foix, Soula et Roquefixade, grotte de l’Herm“ und von sechs ZNIEFF-Naturgebieten. Fast die Hälfte der Fläche der Gemeinde ist bewaldet oder naturbelassen, etwa 43 % werden landwirtschaftlich genutzt (Kulturboden oder Grünland).
Umgeben wird Saint-Jean-de-Verges von den neun Nachbargemeinden:
|           | Varilhes                                    | Dalou  |
| Crampagna | Kompassrose, die auf Nachbargemeinden zeigt | Gudas  |
| Foix      | Arabaux                                     | L’Herm |

## Geschichte
Die Besiedlung des Ortes reicht bis in prähistorische Zeiten zurück. In einer Höhle namens „La tuto de Camalhot“ brachten archäologische Ausgrabungen Hunderte von Gegenständen oder Werkzeugen, einen aufgebohrten Schädel sowie zwei Feuerstellen aus der Aurignac-Zeit (ca. 40.000 v. Chr.) zutage.

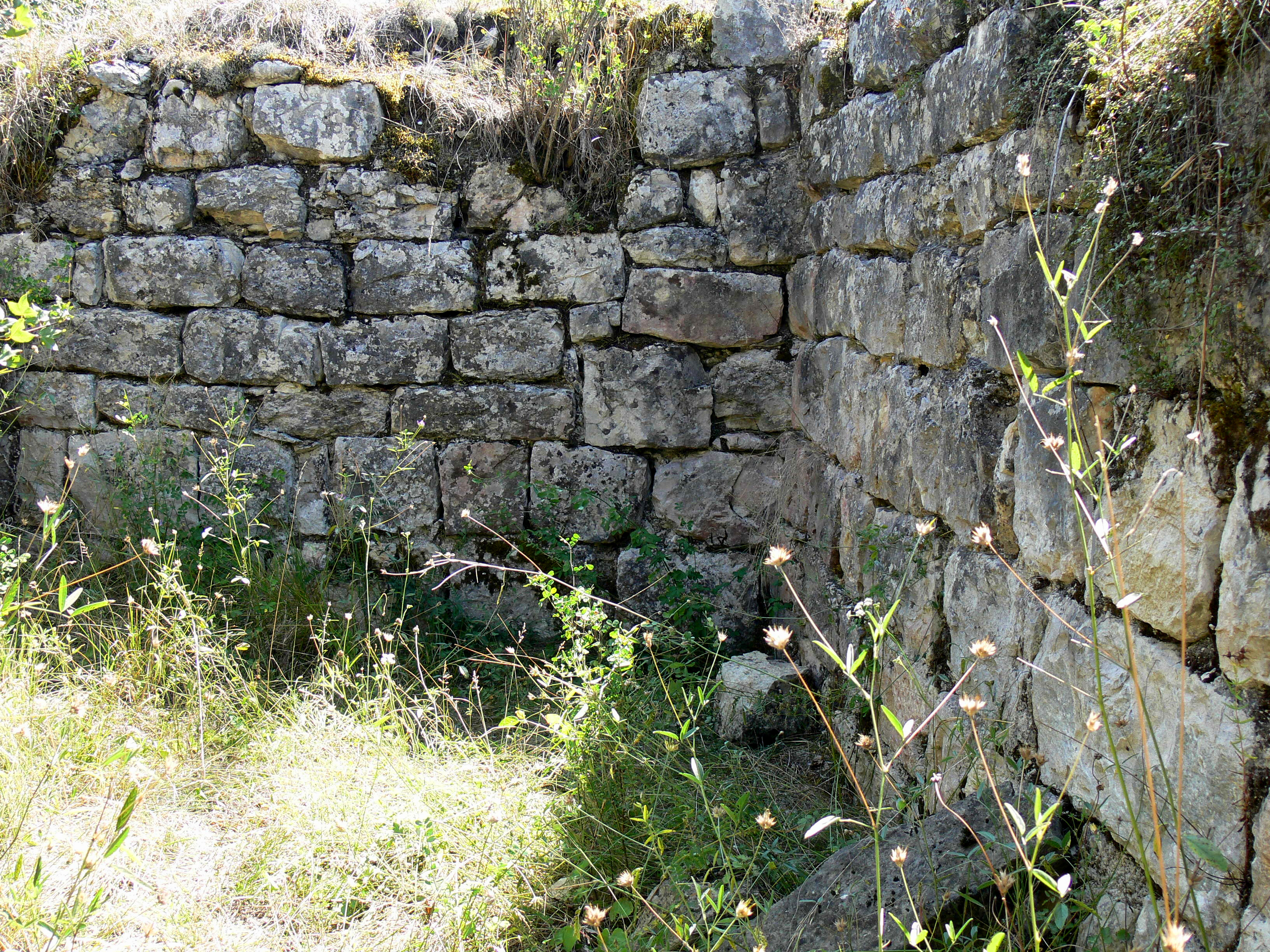
Reste des Tour d’Ope

Die Spuren der römischen Besatzung sind heute noch deutlicher am Boden zu erkennen. Auf dem Hügel, der das Dorf dominiert, lässt sich noch die Lage zweier Wehrtürme erkennen: den Tour Carrée und den Tour d’Ope, die Teil eines Oppidums waren. Dieses ermöglichte die Kontrolle der Durchgänge zwischen den Tälern Ober- und Unter-Arièges an seinem rechten Ufer. Einige Dorfbewohner haben bei landwirtschaftlichen Arbeiten oder bei durchgeführten Ausgrabungen zahlreiche Gegenstände und Stücke aus dieser Zeit freigelegt.
Im Mittelalter gehörte der Ort zur Grafschaft Foix. Gegen Ende des Albigenserkreuzzugs (1229) unterwarf sich Roger Bernard II. von Foix, der mehrfach auf Seiten der Ketzer gekämpft hatte, in der örtlichen Kirche formell dem nicht anwesenden und noch unmündigen französischen König Ludwig IX. bzw. der Regentin Blanka von Kastilien und erkannte die Bedingungen des Vertrags von Meaux-Paris an. Ort und Kirche wurden im Verlauf der Hugenottenkriege (1562–1598) in Teilen zerstört.
!974 wurde das Dorf Villeneuve-du-Bosc eingemeindet.

## Bevölkerungsentwicklung
| Saint-Jean-de-Verges: Einwohnerzahlen von 1793 bis 2020                                                                    | Saint-Jean-de-Verges: Einwohnerzahlen von 1793 bis 2020 | Saint-Jean-de-Verges: Einwohnerzahlen von 1793 bis 2020 | Saint-Jean-de-Verges: Einwohnerzahlen von 1793 bis 2020 | Saint-Jean-de-Verges: Einwohnerzahlen von 1793 bis 2020 |
| --- | ------------------------------------------------------- | ------------------------------------------------------- | ------------------------------------------------------- | ------------------------------------------------------- |
| Jahr |                                                         |                                                         |                                                         | Einwohner                                               |
| 1793 | 1793                                                    |                                                         | 466                                                     | 466                                                     |
| 1800 | 1800                                                    |                                                         | 146                                                     | 146                                                     |
| 1806 | 1806                                                    |                                                         | 503                                                     | 503                                                     |
| 1821 | 1821                                                    |                                                         | 497                                                     | 497                                                     |
| 1831 | 1831                                                    |                                                         | 541                                                     | 541                                                     |
| 1836 | 1836                                                    |                                                         | 515                                                     | 515                                                     |
| 1841 | 1841                                                    |                                                         | 534                                                     | 534                                                     |
| 1846 | 1846                                                    |                                                         | 609                                                     | 609                                                     |
| 1851 | 1851                                                    |                                                         | 585                                                     | 585                                                     |
| 1856 | 1856                                                    |                                                         | 589                                                     | 589                                                     |
| 1861 | 1861                                                    |                                                         | 542                                                     | 542                                                     |
| 1866 | 1866                                                    |                                                         | 554                                                     | 554                                                     |
| 1872 | 1872                                                    |                                                         | 556                                                     | 556                                                     |
| 1876 | 1876                                                    |                                                         | 596                                                     | 596                                                     |
| 1881 | 1881                                                    |                                                         | 510                                                     | 510                                                     |
| 1886 | 1886                                                    |                                                         | 514                                                     | 514                                                     |
| 1891 | 1891                                                    |                                                         | 520                                                     | 520                                                     |
| 1896 | 1896                                                    |                                                         | 555                                                     | 555                                                     |
| 1901 | 1901                                                    |                                                         | 495                                                     | 495                                                     |
| 1906 | 1906                                                    |                                                         | 505                                                     | 505                                                     |
| 1911 | 1911                                                    |                                                         | 503                                                     | 503                                                     |
| 1921 | 1921                                                    |                                                         | 403                                                     | 403                                                     |
| 1926 | 1926                                                    |                                                         | 409                                                     | 409                                                     |
| 1931 | 1931                                                    |                                                         | 383                                                     | 383                                                     |
| 1936 | 1936                                                    |                                                         | 371                                                     | 371                                                     |
| 1946 | 1946                                                    |                                                         | 369                                                     | 369                                                     |
| 1954 | 1954                                                    |                                                         | 358                                                     | 358                                                     |
| 1962 | 1962                                                    |                                                         | 411                                                     | 411                                                     |
| 1968 | 1968                                                    |                                                         | 460                                                     | 460                                                     |
| 1975 | 1975                                                    |                                                         | 571                                                     | 571                                                     |
| 1982 | 1982                                                    |                                                         | 635                                                     | 635                                                     |
| 1990 | 1990                                                    |                                                         | 787                                                     | 787                                                     |
| 1999 | 1999                                                    |                                                         | 841                                                     | 841                                                     |
| 2006 | 2006                                                    |                                                         | 1.058                                                   | 1.058                                                   |
| 2013 | 2013                                                    |                                                         | 1.181                                                   | 1.181                                                   |
| 2020 | 2020                                                    |                                                         | 1.285                                                   | 1.285                                                   |
| Quelle(n): EHESS/Cassini bis 1999, INSEE ab 2006 Anmerkung(en): Ab 1962 offizielle Zahlen ohne Einwohner mit Zweitwohnsitz |                                                         |                                                         |                                                         |                                                         |

Im 19. Jahrhundert schwankte die Zahl der Einwohner meist zwischen 500 und 600. Die zunehmende Mechanisierung der Landwirtschaft führte in der ersten Hälfte des 20. Jahrhunderts zu einem kontinuierlichen Absinken der Einwohnerzahlen bis auf die Tiefststände der 1930er bis 1950er Jahre. Aufgrund der Nähe zu den Städten Pamiers und Foix und den auf dem Lande deutlich niedrigeren Immobilienpreisen ist in den letzten Jahrzehnten wieder ein deutlicher Anstieg der Bevölkerungszahlen zu verzeichnen.

## Sehenswürdigkeiten

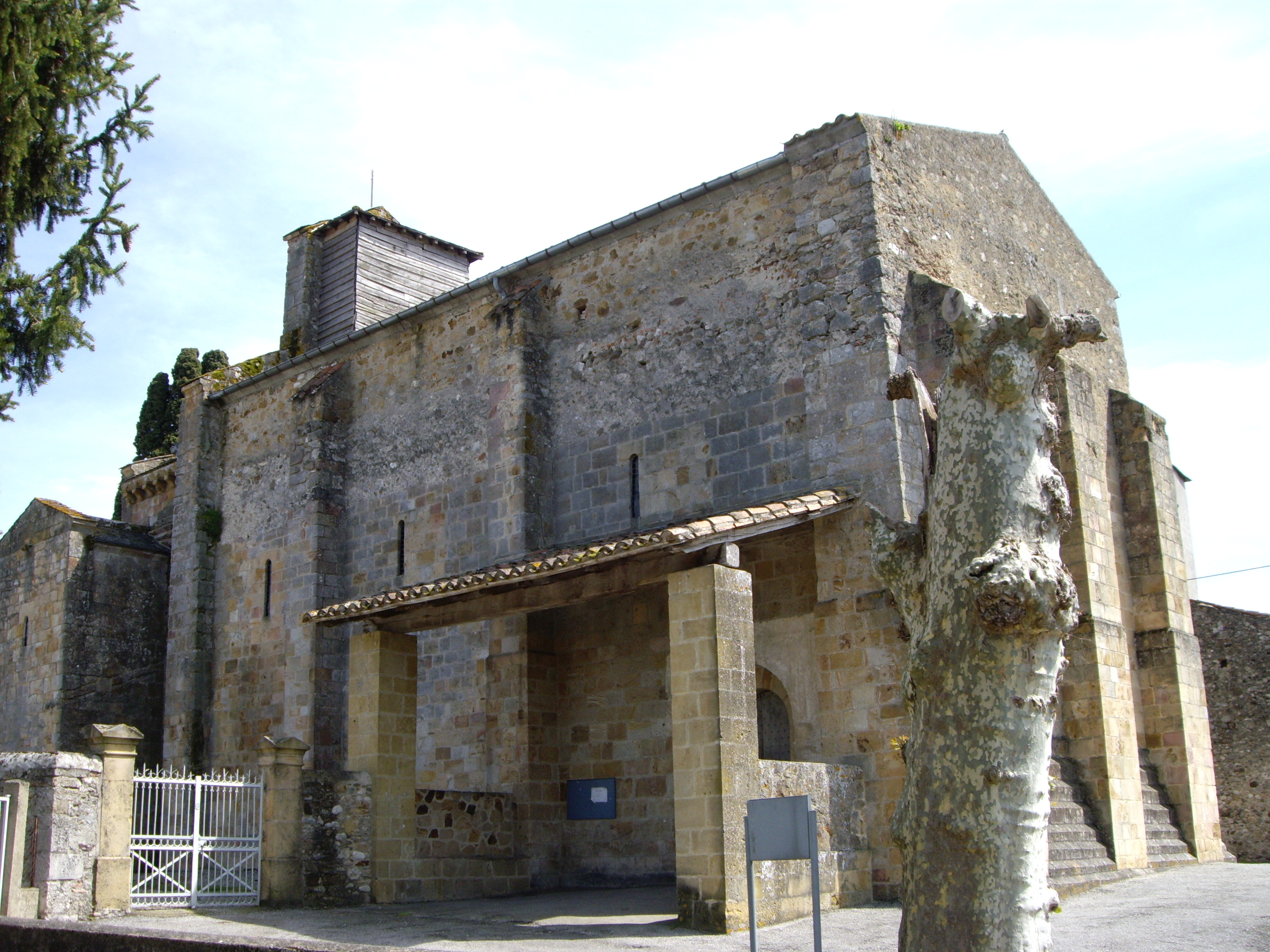
Kirche Saint-Jean Baptiste von Nordwesten

Die romanische Pfarrkirche Saint-Jean Baptiste ist ein Bau des 12. Jahrhunderts; sie gehörte ehemals als Prioratskirche zur Abtei Saint-Volusien in Foix. Sie hat den Grundriss eines lateinischen Kreuzes; an die beiden Querhausarme ist jeweils eine kleine Apsis angebaut. Die Mittelapsis ist deutlich größer und höher und unterscheidet sich auch durch die in die Fensterrahmungen eingestellten Säulchen sowie durch einen unterhalb der Dachtraufe befindlichen Konsolenfries. Die Westfassade des Kirchenbaus wurde nach den religiösen Auseinandersetzungen des 16. Jahrhunderts durch Strebepfeiler und Böschungsmauern befestigt und stabilisiert und das Langhaus wurde mit einem eher unansehnlichen Bruchsteinmauerwerk erhöht. Aus dieser Zeit stammt auch der oberhalb des Chorbogens angebrachte Glockengiebel (clocher mur), dem später eine hölzerne Glockenstube angefügt wurde. Der Eingang befindet sich auf der Nordseite; ein weiterer befand sich auf der Südseite und führte in den nicht erhaltenen Klausurbereich des Priorats. Das schmucklose Kirchenschiff ist von einem modernen Tonnengewölbe bedeckt; die Apsiden zeigen die üblichen Kalottenwölbungen. Der Kirchenbau wurde bereits im Jahr 1907 als Monument historique klassifiziert.

## Wirtschaft
Saint-Jean-de-Verges lebte in hohem Maße von der in den Weilern und Dörfern der näheren Umgebung betriebenen Landwirtschaft; der Ort selbst fungiert bis heute als regionales Handels-, Handwerks- und Dienstleistungszentrum. Auch der Tourismus in Form der Vermietung von Ferienwohnungen (gîtes) spielt eine gewisse Rolle für die Einnahmen des Ortes.

## Verkehr
Die Gemeinde ist über eine Anschlussstelle an die autobahnähnlich ausgebaute Route nationale 20 angebunden, die nördlich über Pamiers in die Autoroute A 66 „L’Ariégeoise“ übergeht und im Süden über Foix bis an die spanische Grenze bei Puigcerdà geführt wird.
Eine Buslinie der regionalen Transportgesellschaft liO verbindet Saint-Jean-de-Verges mit Pamiers und mit Tarascon-sur-Ariège über Foix.
Die Gemeinde liegt an der Bahnstrecke Portet-Saint-Simon–Puigcerdà mit einem Haltepunkt auf dem Gebiet der Nachbargemeinde Crampagna. Er wird von Zügen einer Linie des TER Occitanie bedient, die zwischen Toulouse und Latour-de-Carol unweit der Spanischen Grenze über Foix und Ax-les-Thermes verkehren.

## Partnergemeinde
- Alagón, Provinz Saragossa (Spanien)

## Söhne und Töchter der Stadt
- Christian Mawissa (* 2005), französisch-kongolesischer Fußballspieler